# Robert Shwartzman
Robert Michailovitsj Shwartzman (Russisch: Роберт Михайлович Шварцман) (Tel Aviv, 16 september 1999) is een Russisch-Israëlisch autocoureur. Als gevolg van de Russische invasie van Oekraïne rijdt hij sinds 2022 onder Israëlische vlag. Sinds 2017 is hij lid van de Ferrari Driver Academy, het opleidingsprogramma van het Formule 1-team van Ferrari. In 2019 werd hij de eerste kampioen van het FIA Formule 3-kampioenschap.

## Carrière

### Karting
Shwartzman begon zijn autosportcarrière in het karting in 2004 op vijfjarige leeftijd. Tijdens zijn zevenjarige professionele kartcarrière won hij meerdere kampioenschappen in Europa (voornamelijk in Italië).

### Formule 4
In 2014 maakte Shwartzman de overstap naar het formuleracing, waarbij hij deelnam aan de laatste twee raceweekenden van het Italiaans Formule 4-kampioenschap voor het team Cram Motorsport. Zijn beste resultaat was een vijfde plaats op het Autodromo Nazionale Monza, waarmee hij zestiende werd in de eindstand met 26 punten.
In 2015 reed Shwartzman een volledig seizoen in zowel het Italiaanse als het ADAC Formule 4-kampioenschap bij Mücke Motorsport, alhoewel hij in het ADAC-kampioenschap het laatste raceweekend moest missen vanwege zijn verplichtingen in het Italiaanse kampioenschap. In Italië won hij drie races op de Adria International Raceway (tweemaal) en het Misano World Circuit Marco Simoncelli, waarmee hij achter Ralf Aron en Zhou Guanyu derde werd met 212 punten. In het ADAC-kampioenschap stond hij acht keer op het podium en werd achter Marvin Dienst, Joel Eriksson en Joey Mawson vierde in het kampioenschap met 167 punten.

### Formule Renault
In 2016 maakte Shwartzman de overstap naar de Formule Renault 2.0, waarin hij uitkwam in zowel de Eurocup Formule Renault 2.0 als de Formule Renault 2.0 NEC bij het team Josef Kaufmann Racing. In de Eurocup behaalde hij één podiumplaats op het Autódromo do Estoril en werd zo achtste in het eindklassement met 75 punten. In de NEC won hij twee races op de Nürburgring en de Hockenheimring en eindigde als zesde in het kampioenschap met 206 punten. Aan het eind van het seizoen testte hij in een GP3-auto van het team Koiranen GP, maar dit leidde niet tot een racecontract.
In 2017 bleef Shwartzman rijden in de Eurocup Formule Renault 2.0, maar stapte over naar het team R-ace GP. Hij behaalde zes zeges op Monza, Silverstone, het Circuit de Pau-Ville, de Nürburgring en het Circuit de Barcelona-Catalunya en werd zo achter Sacha Fenestraz en Will Palmer derde in de eindstand met 285 punten. Aan het eind van het seizoen deed hij zijn eerste Formule 3-test voor het Prema Powerteam en werd na afloop van deze test opgenomen in de Ferrari Driver Academy.

### Toyota Racing Series en Formule 3
Shwartzman begon het seizoen 2018 in de Nieuw-Zeelandse Toyota Racing Series, waarin hij uitkwam voor het team M2 Competition. Ondanks dat hij enkel op het Bruce McLaren Motorsport Park een race wist te winnen, behaalde hij in de rest van het kampioenschap nog acht podiumplaatsen, waardoor hij met 916 punten kampioen werd. Hierna keerde hij terug naar Europa om dat seizoen zijn debuut te maken in het Europees Formule 3-kampioenschap voor Prema. In de eerste helft van het seizoen behaalde hij enkele podiumplaatsen op de Hungaroring, Spa-Francorchamps en op Misano. Tijdens de laatste drie raceweekenden van het seizoen behaalde hij acht podiumplaatsen uit negen races, inclusief zijn eerste twee overwinningen op de Red Bull Ring en de Hockenheimring. Met 294 punten werd hij achter Mick Schumacher en Daniel Ticktum derde in de eindstand. In de seizoensafsluitende Grand Prix van Macau behaalde hij de negende plaats.
In 2019 werd de Europese Formule 3 vervangen door het nieuwe FIA Formule 3-kampioenschap, waarin Shwartzman opnieuw uitkwam voor het team van Prema. Hij won de eerste race van het seizoen op het Circuit de Barcelona-Catalunya en voegde hier op het Circuit Paul Ricard en het Autodromo Nazionale Monza twee zeges aan toe. Met 212 punten werd hij in de seizoensfinale op het Sochi Autodrom gekroond tot de eerste kampioen in de klasse. Aansluitend nam hij deel aan de Grand Prix van Macau, maar kwam hier niet aan de finish.

### Formule 2
In 2020 stapte Shwartzman over naar de Formule 2, waarin hij zijn samenwerking met Prema voortzette. Hij won vier races op de Red Bull Ring, de Hungaroring, Spa-Francorchamps en het Bahrain International Circuit, waarmee hij de coureur was met de meeste zeges in 2020. Verder stond hij nog tweemaal op het podium, maar zijn resultaten waren niet constant genoeg om tot het eind van het seizoen mee te kunnen strijden om de titel. Met 177 punten eindigde hij achter Mick Schumacher, Callum Ilott en Yuki Tsunoda als vierde in het klassement.
In 2021 bleef Shwartzman actief voor het Formule 2-team van Prema. Hij kende een moeilijke seizoensstart en behaalde pas in het derde raceweekend op het Baku City Circuit zijn eerste zege van het seizoen. Op Silverstone voegde hij hier een tweede overwinning aan toe. In de rest van het seizoen stond hij nog zeven keer op het podium. Met 192 punten werd hij achter zijn teamgenoot Oscar Piastri tweede in de eindstand.

### Formule 1
In 2022 keerde Shwartzman niet terug in de Formule 2. In plaats daarvan werd hij een van de testcoureurs van het Formule 1-team van Ferrari. Hij maakte op 21 oktober 2022 zijn Formule 1-debuut voor Ferrari tijdens de eerste vrije training van de Grand Prix van de Verenigde Staten. Hij reed een tijd van 1:38.951 en werd daarmee zestiende. Tijdens de eerste vrije training van de Grand Prix van Abu Dhabi reed Shwartzman onder de witte vlag als Authorized Neutral Driver (AND).

In 2023 reed Shwartzman weer tijdens twee vrije trainingen voor Ferrari tijdens de Grand Prix van Nederland en bij de Grand Prix van Abu Dhabi.

In 2024 reed Shwartzman voor Kick Sauber in de eerste vrije training tijdens de Grand Prix van Nederland om later in het seizoen ook nog een vrije training te rijden tijdens de Grand Prix van Mexico-Stad. Tijdens deze training in Mexico-Stad ontving hij een gridstraf van vijf plaatsen voor het inhalen onder gele vlaggen die hij zal krijgen als hij ooit een Formule 1-race zal starten.